# Baudelaire est mort en été
Baudelaire est mort en été est un film belge réalisé par François Weyergans, sorti en 1967.

## Fiche technique
- Titre : Baudelaire est mort en été
- Titre original : Baudelaire is gestorven in de zomer
- Réalisation : François Weyergans
- Scénario, dialogues et commentaires : François Weyergans
- Photographie : Denys Clerval
- Son : Bernard Ortion
- Production : Hubert van Herreweghe
- Durée : 60 minutes
- Date de sortie : 1967